# رحيم بيغلو سفلي
رحيم‌ بيغلو سفلي هي قرية في مقاطعة مشكين شهر، إيران. عدد سكان هذه القرية هو 378 في سنة 2006.